# Италиотская лига
Италиотская лига — военно-политический союз городов Великой Греции в V—IV веках до н. э.

## История
Движение греков-италиотов в сторону федерализма, наметившееся в конце V века до н. э., было связано с необходимостью объединения усилий в борьбе с италиками (луканами и бруттиями) и совпало по времени с аналогичным процессом, начавшимся у италийских аборигенов, поэтому вопрос о том, являлось ли создание лиги результатом политического развития италийского общества или происходило под влиянием федеративного движения в греческой метрополии, остается нерешенным.
Процесс объединения был весьма непростым, так как города Южной Италии были колониями различных греческих общин, зачастую враждовавших друг с другом, их географическое положение было различным, а политические интересы колоний могли сильно отличаться от соседских, примером чего является Регий, расположенный на берегу Мессинского пролива и вовлеченный в политические конфликты на Сицилии.
Тем не менее, незадолго до 417 г. до н. э. жители Кротона, Сибариса и Кавлонии сформировали лигу по образцу Ахейского союза. Непосредственным толчком стал пифагорейский кризис, отчасти влияние оказала афинская дипломатия, искавшая союзников среди западных греков (Италиотский союз поддержал Сицилийскую экспедицию афинян).
О создании Италиотской лиги сообщает Полибий в своем обзоре примеров греческого федерализма:

Однажды в той части Италии, которая называлась тогда Великой Грецией, сожжены были дома, где собирались пифагорейцы. После этого, как и следовало ожидать, возникли в государствах сильные волнения, ибо каждое из них потеряло столь неожиданно своих знатнейших граждан. Вследствие этого тамошние эллинские города преисполнены были убийств, междоусобных распрей и всяческой смуты. При таком-то положении дел большинство эллинских государств посылало туда своих людей с целью водворить мир; но города Италии для уврачевания удручавших их бед доверились благородству одних только ахеян. Впрочем, не только теперь они оказали предпочтение ахеянам; по прошествии некоторого времени они возымели намерение целиком пересадить к себе государственные учреждения их, именно: кротонцы, сибаритяне и кавлониаты посредством взаимных увещаний соединились между собою, прежде всего воздвигли общее святилище Зевса Союзного и выбрали место для общих собраний и совещаний, потом заимствовали от ахеян обычаи их и законы и решили пользоваться ими и на них утвердить свой государственный строй. Помехою в этих начинаниях были владычество Дионисия Сиракузского и господство окрестных варваров; не по доброй воле, но по необходимости отказывались эллины от своих планов.— Полибий. История. II. 39, 1—8
Действительная история лиги начинается с 393 года до н. э., когда она усилилась  
благодаря присоединению Фурий, Гиппония, Регия и Элеи, и возможно, Неаполя, опасавшихся агрессии Дионисия Старшего. Сиракузский тиран, действовавший в союзе с локрийцами и луканами, сумел нанести поражение лиге и поставить под свой контроль побережье Бруттия. Войско италиотов было разбито в сражении на Эллепоре, Фурии разгромлены руками луканов, города италиотов вынуждены заключить ммр на условиях сиракузян, а Кавлония, Гиппоний и Регий разрушены в ходе кампаний 389—386 годов до н. э.
Попытка реванша италийских греков, предпринятая во время Третьей Карфагенской войны в 379—378 годах до н. э., по сведениям Диодора Сицилийского, свелась к восстановлению, вероятно временному, независимости Гиппония, куда карфагеняне переправили греческих изгнанников, а также из под влияния Дионисия вышел Кротон, но тиран сумел вновь подчинить этот город военной силой.
Ослаблением лиги воспользовался расположенный восточнее Тарент, бывший союзником сиракузян со времен афинской осады. Опираясь на свою колонию Гераклею, тарентинцы нейтрализовали Метапонт, а затем при поддержке Сиракуз установили свою гегемонию над лигой. В 380 году до н. э. началась союзная монетная чеканка, а окончательное подчинение Италиотской лиги Таренту произошло примерно к 374 году до н. э., когда союзное святилище было перенесено из Кротона в Гераклею.
В бурных военных событиях середины IV — начала III века до н. э., завершившихся подчинением Южной Италии Риму, Италиотская лига уже не играла самостоятельной роли.

## Комментарии
1. ↑  Так у Полибия и следующего ему Пёрселла. Вероятно, античный автор имел в виду Фурии